# عبد الجليل عبد القادر
عبد الجليل عبد القادر هو مطرب شعبي ليبي وهوَ مَشهور تحت اسم باسم عبد الجليل الهتش، وُلدَ في مدينة بنغازي عام 1947، وَتُوفيَ فيها في 15 نوفمبر 2015 عن عمرٍ ناهز 68 عاماً.
بدأ مشواره الفني عام 1967 وبرز في بدايته الفنية كضابط إيقاع موسيقي حتى أصبح من أفضل ضُباط الإيقاع على مستوى ليبيا، ثُم انضم بعدها إلى المجموعة الصوتية برفقة الفنان علي الشعالية ومنذ ذلك الوقت بدأ مشواره الفني مطرباً شعبياً في الوسط الفني الليبي وقدم مئات الأعمال الفنية، حتى أُصيب بوعكة صحية عام 2001، حيثُ سببت له مرضاً ظل يعاني منه حتى وفاته.

## روابط خارجية
- عبد الجليل عبد القادر.. الفنان الذي «بنغز» الأغنية المرسكاوية.